# Salafismus
Der Salafismus oder das Salafitentum (auch Salafiyya, von arabisch السلفية as-salafiyya) gilt als eine ultrakonservative Strömung innerhalb des Islams, die eine geistige Rückbesinnung auf die „Altvorderen“ (arabisch سلف Salaf ‚Vorfahre; Vorgänger‘) anstrebt. Der Ausdruck steht auch für bestimmte Lehren des sunnitischen Islams. Diese orientieren sich nach ihrem Selbstverständnis an der Zeit der „Altvorderen“. Zu den zeitgenössischen Strömungen zählen einerseits die Schülerschaft des – im Gegensatz zu Muhammad ibn ʿAbd al-Wahhāb – in mehreren Bereichen liberalen Reformers Muhammad Abduh, die eine Vereinbarkeit von Islam und Moderne vertritt, und andererseits konservative Richtungen, welche sich auf Ibn Taimīya beziehen und nicht nur die Moderne, sondern auch Entwicklungen der islamischen Theologie und der religiösen Praxis wie etwa Traditionen bestimmter Rechtsschulen oder den Sufismus ablehnen. Zu den Salafisten zählen auch die Wahhabiten; speziell wird die Bezeichnung für nicht-saudische Wahhabiten gebraucht. Dazu zählen beispielsweise die Ahl-i Hadîth, Tariqa-yi Muhammadiya und die Muhammadiyah.

## Der Begriff Salafismus

### Verwendung
Der Ausdruck „Salafiyya“ setzt sich zusammen aus dem arabischen Wort für „Vorgänger, Altvordere“ (salaf) und der Feminin-Form der Nisbe-Endung (-iyya), einem recht produktiven abstrakta-bildenden Suffix, das sowohl dem deutschen -heit entspricht, als auch der Bildung von /-ismen/ dient. Der Begriff Salafiyya kann daher frei als „die Orientierung an den frommen Altvorderen“ wiedergegeben werden. Zu verschiedenen Zeiten haben sich Bewegungen herausgebildet, deren Verständnis des Islams sich an der Frühzeit der Religion orientiert und das daher von ihren Anhängern als unverfälscht angesehen wird. Je nach Kontext waren diese radikalen Strömungen unterschiedlich geprägt und hatten unterschiedliche Forderungen. Gemeinsam ist ihnen jedoch ein Fundamentalismus im Wortsinne, da viele Jahrhunderte theologischer Entwicklung ignoriert werden, um direkt zu den Quellen Koran und Sunna zurückzugehen. Ein Anhänger der Salafiyya wird als Salafi bezeichnet, der inzwischen übliche Ausdruck Salafist bezieht sich meist nur auf die zeitgenössische Bewegung.
Zu Beginn des 20. Jahrhunderts wurde die reformistische Strömung des Modernismus Salafiyya genannt und damit positiv konnotiert. Inzwischen hat der Ausdruck eine Bedeutungserweiterung erfahren und wird bisweilen inflationär benutzt. Er reicht bis zu den neofundamentalistischen Strömungen des Islams und bezeichnet im Alltagsgebrauch die „Rückwärtsgewandheit“ von Muslimen, die versuchen, die Sitten und Gebräuche des 7. Jahrhunderts als Tradition in der modernen Welt zu leben. Teilweise werden auch militante Gruppierungen als salafistisch bezeichnet; die von Osama bin Laden inspirierte Salafisten-Gruppe für die Predigt und den Kampf in Algerien trägt den Begriff selbst im Namen.

### Die Salaf aṣ-Ṣāliḥ
Die ehrwürdigen, rechtschaffenen Vorfahren (arab. as-Salaf aṣ-Ṣāliḥ) sind die ersten drei Generationen von Muslimen. Diese standen entweder in unmittelbarem Kontakt mit dem Propheten Mohammed und waren dessen „Gefährten und Begleiter“ (arab. Sahāba), oder sie kannten die Sahaba und waren somit ihre Nachfolger (arab. Tabi’un). Wer wiederum die tabi’in kannte, gehört zur dritten Generation, Nachfolger der Nachfolger (arab. Atba’ at-tabi’in). Dabei ist nach der Lehre entscheidend, dass die Bekanntschaft im Zustand des Glaubens stattgefunden und dieser Zustand bis zum Tode angehalten hat. Der letzte Sahaba war Anas ibn Mālik († 710 oder 712 n. Chr.), als letzter Salaf der dritten Generation gilt Ahmad ibn Hanbal, der Begründer der hanbalitischen Rechtsschule, der 855 n. Chr. starb. Sie waren an der Verbreitung des Islam und seiner Tradierung maßgeblich beteiligt.
Manche zählen auch spätere Gelehrte noch zu den Salaf, wie etwa Ibn Taimīya und Muhammad ibn Abd al-Wahhab, den Gründer und Wegbereiter des Wahhabismus.

### Wahhabiten als Teil des Salafismus
Eine Frage, die auch von Muslimen immer wieder gestellt wird, ist die nach dem Unterschied zwischen Salafiyya und Wahhabiyya. Das dem Religionsministerium von Katar unterstellte Fatwa-Portal IslamWeb.net, bezeichnete 2003 in einer Antwort auf eine diesbezügliche Anfrage die „Wahhabiten“ als Teil der salafitischen Bewegung, und jeder Vernunftbegabte wisse, dass der wahhabitischen Bewegung das Verdienst zukomme, die „salafitische Daʿwa“ in den verschiedenen Gegenden der bewohnten Welt verbreitet zu haben. Das Fatwa weist außerdem darauf hin, dass die Anhänger von Scheich Muhammad ibn ʿAbd al-Wahhāb sich selbst nicht Wahhabiten nennen, weil dieser seiner Bewegung keinen spezifischen Namen gegeben habe. Vielmehr sei dies eine abwertende Bezeichnung durch die Gegner der Bewegung. Die Salafis, so wird in dem Fatwa erklärt, hätten je nach Land unterschiedliche Namen: Während sie von den einen Wahhabiten genannt würden, hießen sie in Ägypten und Sudan Anṣār as-sunna al-Muḥammadīya, auf dem Indischen Subkontinent Ahl-i Hadīth und in Nigeria Ǧamāʿat Izālat al-bidʿa wa-iḥyāʾ as-sunna. All diese Bezeichnungen dienten dazu, sie von den Leuten der Bidʿa abzugrenzen. Gemäß diesem Fatwa ist der Begriff „Wahhabiten“ also nur eine Fremdbezeichnung für eine Gruppe unter den Salafis, und zwar diejenigen, die Muhammad ibn ʿAbd al-Wahhāb als ihren Scheich betrachten.

### Die Kontroverse über die Anfänge des Salafismus
Die Frage nach den Anfängen des Salafismus wird kontrovers diskutiert. Während bis zur Jahrtausendwende im Anschluss an die frühen Studien von Henri Laoust angenommen wurde, dass die Salafiyya-Bewegung bereits in den 1870er und 1880er Jahren mit Dschamāl ad-Dīn al-Afghānī und Muhammad ʿAbduh Form annahm und  al-ʿUrwa al-Wuthqā die erste Zeitschrift der Salafiyya war, hat Henri Lauzière 2010 in einem Aufsatz diese herrschende Auffassung als „westliches Konstrukt“ zurückgewiesen. Er zeigte in seinem Aufsatz, dass das Konzept der „frommen Altvorderen“ (as-Salaf aṣ-Ṣāliḥ) im Denken von al-Afghānī und ʿAbduh so gut wie keine Rolle gespielt habe. Nach Lauzières Auffassung hat die Salafiyya erst Mitte der 1920er Jahre mit dem Aufbau der Salafiyya-Buchhandlung von Muhibb ad-Dīn al-Chatīb in Mekka begonnen. Diese Buchhandlung habe als Zentrum der Verbreitung wahhabitischer Ideen gedient, die fortan als „salafitisch“ bezeichnet wurden.
Frank Griffel, der Lauzières These 2015 in einem Aufsatz in der Zeitschrift Die Welt des Islams zurückwies, gestand darin zwar ein, dass die Begriffe salaf und salafiyya in den islamischen Reformdiskursen keine Bedeutung hatten, meinte jedoch, dass das eigentliche Wesen der Salafīya in der Ablehnung von Rechtsschulen bestehe und deswegen al-Afghānī und ʿAbduh und andere frühe Vertreter der Islāh-Bewegung diese Bezeichnung ebenfalls verdienten. Henri Lauzière kritisierte in einer Replik, die 2016 in derselben Zeitschrift veröffentlicht wurde, Griffels Verwendung des Salafiyya-Begriffs als willkürlich und mahnte an, dass sich die westliche Forschung von ihren früheren Annahmen über die Anfänge der Salafiyya lösen müsse, weil sie auch zu einer falschen Einschätzung dieser Bewegung führten. So beruhe die Annahme, dass die Salafiyya eine „moderne Bewegung“ sei, allein auf der fehlerhaften Einschließung von al-Afghānī und ʿAbduh in diese Strömung.
In seinem Buch The Making of Salafism. Islamic Reform in the Twentieth Century (2016) hat Lauzière seine These, wonach die Salafiyya erst in den 1920er Jahren beginnt, noch weiter ausgebaut. Er beschreibt dort die Rehabilitation der Wahhabiten durch Raschīd Ridā als den eigentlichen Anfangspunkt der Salafiyya. Die nachfolgenden Ausführungen zur frühen Geschichte der Salafiyya berücksichtigen die Ergebnisse seiner Forschung noch nicht, sondern folgen der konventionellen Darstellung, wonach die Salafiyya schon Ende des 19. Jahrhunderts entstanden ist.

## Vormoderner Salafismus
Bereits in den frühen Jahrhunderten des Islams gab es Gelehrte, die der zeitgenössischen Theologie samt der gewachsenen Tradition kritisch gegenüberstanden und sich stark an den Fundamenten des Glaubens, an Koran und Sunna, orientieren wollten. Dabei sollte idealerweise keine Regelung akzeptiert werden, die keine Grundlage in diesen Quellen hatte. All diese Punkte gelten auch für die moderne Salafiyya. Der prominenteste Vertreter, auf den die späteren Strömungen zurückgreifen sollten, war Ibn Taimīya, der bis Anfang des 14. Jahrhunderts wirkte. Sowohl die Wahhabiten als auch die moderne Salafiyya sollten seine Schriften rezipieren. Nach Ibn Taimīya machte Imam Birgivi im Osmanischen Reich auf den Salafismus aufmerksam, dabei stützte er sich vor allem auf die Ansichten von Ibn Taimīya.
Der Gegenbegriff zu Salaf ist Chalaf, damit werden die nachfolgenden Generationen von Muslimen beschrieben, die über die Jahrhunderte hinweg die Tradition errichtet haben. Den letzteren nachzufolgen gilt als reine Imitation (arab. Taqlid) und wird von den Salafisten zugunsten des eigenständigen Denkens verworfen. Die Chalaf werden also von den Salafisten übersprungen, die versuchen möglichst nah an die Quelle zu gelangen. Das zugrundeliegende Koranverständnis war ein buchstabengetreues. Die problematische Quellenlage zum Frühislam wird dabei ignoriert.
Wichtigste Kritik der Salafisten gegenüber anderen Muslimen war dabei der Vorwurf der verwerflichen Neuerung (arab. Bid'a), die von der ursprünglichen islamischen Praxis abweiche. Dies traf zunächst die islamischen Theologen, die von griechischer Philosophie inspiriert waren (arab. Kalam). Später gerieten auch die Sufi-Orden ins Kreuzfeuer der Kritik.

## Die modernistische Schule der Jahrhundertwende

### Grundannahmen
Im ausgehenden 19. Jahrhundert führte der Imperialismus in der islamischen Welt zur Frage nach der Dominanz des Westens. In derselben Phase kamen zahlreiche westliche Missionare in die islamische Welt, deren Vorgehensweise auch die Muslime beeindruckte.
Entgegen der empirischen Feststellung, dass die islamische Welt sich nun im Rückstand befand, proklamierten die Modernisten die Vereinbarkeit von Islam und Moderne. Bedeutende Vertreter dieser Denkrichtung waren Dschamal ad-Din al-Afghani, Muhammad Abduh, Raschid Rida, Abd al-Hamid bin Badis, al-Kawakibi und andere.
Sie wollten die westliche Lebensart nicht komplett übernehmen, sondern durch den Rückgriff auf die Prinzipien des Islam die zivilisatorische Stagnation überwinden. Gesellschaftliche und technologische Reformen wurden angestrebt, im Rahmen eines Geschichtsbildes, wonach der Erfolg einer Gesellschaft mit ihrer Religiosität zusammenhänge: Wenn der Islam richtig verstanden und praktiziert würde, könne die muslimische Welt wieder zu alter Stärke finden. Die Wurzel allen Übels liegt nach dieser Ansicht in der fehlenden Einheit der islamischen Gemeinschaft (Umma) und in der „Verunreinigung“ des Islams durch fremde Einflüsse. Diesem Weltbild liegt eine Dekadenztheorie zugrunde; der Islam selbst wird demzufolge nicht durch die tatsächliche religiöse Praxis seiner Anhänger bestimmt, sondern allein durch seine Ursprünge definiert. Zentral ist hierbei die Rückbesinnung auf koranische Werte und Traditionen, die von den Gewohnheiten des Propheten, der Sunna, erklärt und ergänzt werden. Einen geringeren Stellenwert hat das Vorbild der Altvorderen, der Salaf.
Der programmatische Begriff Islāh (Reform) wird teilweise synonym zu Salafiyya verwendet. Er bezeichnet jegliche Verbesserung der aktuellen Situation, nicht nur in Recht und Religion (Ablehnung der Praxis der Sufiorden), sondern vor allem auch in säkularen Bereichen wie Bildung, Sprache und Verwaltung. Daraus resultieren widersprüchliche Einschätzungen der Salafiyya – während sie bei manchen als islamische „Reformation“ gilt, waren etwa für Elie Kedourie die beiden Protagonisten al-Afghani und Abduh überhaupt keine frommen Muslime, sondern „nur“ politische Aktivisten. Liberal gesinnte Sunniten wie auch säkulare Denker nahmen das Leitmotiv Islah auf.

### Verbreitung
Die Salafiyya wurde zunächst eher von Aktivisten als von Philosophen oder Theologen dominiert, entsprechend sind größere schriftliche Abhandlungen erst spät entstanden. Eine widerspruchsfreie Beschreibung der modernistischen Bewegung ist nicht möglich, da ihre eigenen Vertreter nicht nur unterschiedliche Akzente setzten, sondern ihre Standpunkte auch infolge biographisch und historisch bedingter Veränderungen modifizierten. Eine umfassende Dogmatik besteht ebenfalls nicht. Auch waren die theologischen Ansichten anfangs weniger brisant als ihre gesellschaftlichen und politischen Forderungen. Das maßgebliche Medium der Salafiyya war anfangs die Zeitschrift „al-‘Urwa al-wuthqa“ (das festeste Band), die 1884 von Abduh und al-Afghani herausgegeben, jedoch schon bald verboten wurde. Ab 1898 wurde die Zeitschrift al-Manār (Der Leuchtturm) zur wichtigsten Veröffentlichung der Bewegung. Sie wurde herausgegeben von Raschid Rida und diente anfangs als ein Sprachrohr von dessen Mentor Abduh. Hier erschienen etwa die Rechtsgutachten der beiden Denker sowie ein einflussreicher Korankommentar, der „Tafsir al-Manar“. Nach dem Tod Abduhs wurde auch der Tafsīr von Rida fortgeführt. Im Maghrib gab Abd al-Hamid bin Badis von 1924 an die Zeitschrift „asch-Schihab“ (Der Meteor) heraus. Durch die Verbreitung der Publikationen nahmen in der ganzen arabischen Welt die Anhänger der Salafiyya zahlenmäßig zu, mit der städtischen Mittelschicht als ihrer sozialen Basis und ihrer größten Konzentration in Kairo. Auch in Damaskus wurden die Werke von Ibn Taimīya wieder verstärkt rezipiert von einem Kreis um Dschamal ad-Din al-Qasimi und Abd ar-Razzaq al-Bitar, die eine traditionelle Ausbildung als Religionsgelehrte genossen hatten und vom Sufismus geprägt waren. Weder ihre Kontakte zu den Modernisten in Ägypten noch ihr eigenständiger Idschtihad wurde von den örtlichen Religionsgelehrten gerne gesehen.

### Theologische Grundsätze
Theologisch stand das Konzept des Tauhīd (Einheit und Einzigartigkeit Gottes) im Mittelpunkt, wie schon bei den Wahhabiten. Das Gegenteil zum Tauhid ist Schirk, die „Beigesellung“ anderer Götter zur Verehrung des einen Gottes, sprich des Polytheismus, dessen Ablehnung ein wichtiger Teil des Islams ist. Dies wurde manchen Sufi-Orden vorgeworfen, die sich nach Ansicht der Salafiyya durch die Anrufung von „Mittlern“ des Schirk schuldig machten. Auch weitverbreitete Praktiken des Volksislam wie Aberglaube, Gräberkult und das Feiern von Muhammads Geburtstag, die keine Grundlage im Koran haben, prangerten die Modernisten an.
Die Unterscheidung zwischen den verschiedenen Rechtsschulen (arab. Madhhab) wird als Tradition bzw. Nachahmung und Spaltung der Umma abgelehnt. Stattdessen folgt man einer Art „Rechtsschule“ der Salaf, deren Konsens (arab. Idschma) für alle späteren Generationen wegweisend sein soll.
Die Religionsgelehrten (arab. Ulama) galten einerseits als Regierungsmarionetten und andererseits als erstarrte Traditionalisten, die fraglos Gedankengebäude theologischer Schulen übernahmen, ohne sich selbständig um ein Verständnis des Islams zu bemühen. Die Vertreter der Salafiyya lehnten dies als blinde Nachahmung (arab. Taqlid) ab, was sie aber keineswegs daran hinderte, in ihrer Theologie auch auf althergebrachte konventionelle Argumentationsmuster zurückzugreifen. Generell praktizierten sie jedoch Idschtihad, die eigenständige Rechtsfindung mithilfe der als authentisch betrachteten Quellen. Neben dem Koran ist dies die Sunna, wobei die Salafis nur einen sehr kleinen Teil der Hadithe für echt und fälschungssicher hielten, nämlich die mehrfach überlieferten Hadithe. Insofern stützten sie sich fast ausschließlich auf den Koran. Ihr Verständnis des Idschtihad ähnelte dem Prinzip des Analogieschlusses und durfte nur angewendet werden, wenn keine Regelung in den Quellen oder kein Konsens der Salaf vorlag. Seit dem 10. Jahrhundert war der eigenständige Idschtihad zugunsten der bis dato gewachsenen Tradition aufgegeben worden. Durch die Ablehnung des Taqlid wollte die Salafiyya „das Tor des Idschtihad“ wieder öffnen. Die Ausübung des Idschtihad sollte dabei auf die weltlichen Bereiche des Rechts und des Zusammenlebens beschränkt sein; in religiösen Fragen im engeren Sinne Idschtihad zu betreiben verwarf die Salafiyya als Häresie, solange sie nicht nur dazu diente, unklare Koranstellen zu verdeutlichen. Insofern war auch in dieser rationalistisch erscheinenden Bewegung der Stellenwert der Vernunft keineswegs absolut; sie hatte ihre Grenzen in der göttlichen Offenbarung. Der Grundannahme, dass letztere und die Vernunft jedoch prinzipiell identische Ergebnisse erzeugen, folgte auch die Übereinstimmung von Islam und moderner Naturwissenschaft. Dies sollte die These des Orientalisten Ernest Renan widerlegen, wonach Islam und wissenschaftliches Denken unvereinbar wären. Im extremen Fall führte die Gegenbewegung zu der Entstehung von Korankommentaren, die übernatürliche Phänomene innerhalb des Koran mit Hilfe von moderner Technik und Naturwissenschaft zu erklären versuchten. Dem liegt die Annahme zugrunde, dass sämtliche fortschrittlichen Errungenschaften bereits im Koran vorgezeichnet sind. Ein Beispiel sind Geistwesen, die Dschinn, die Abduh als die kurz zuvor unter dem neu erfundenen Mikroskop entdeckten Mikroben interpretierte. Auch das evolutionäre Prinzip wollte Abduh als „Gewohnheit Gottes“ in den Koran hineinlesen. Eine Voraussetzung hierfür war, dass im Gegensatz zu den Salafiyya-Bewegungen anderer Epochen der Modernismus nicht literalistisch war. Auf der anderen Seite verhinderten die Dogmen von der Unerschaffenheit des Koran und von seinem göttlichen Charakter weiterreichende rationalistische Interpretationen. An die Stelle symbolischer Auslegung trat häufig der wortwörtliche Kommentar (Tafsīr) entsprechend der islamischen Tradition. Die Gratwanderung zwischen dem Vorbild der Altvorderen und einer modernen Aufklärung war folglich von Widersprüchen geprägt.
Da'wa oder Mission, wörtlich die Einladung zum Islam, stellt Abduh als individuelle Pflicht (arab. fard ‘ain) im Gegensatz zu einer Verpflichtung der Gemeinschaft dar. Auch Raschid Rida strebte an, ein islamisches Pendant zu westlichen Missionstätigkeiten aufzubauen. In diesem Zusammenhang war besonders Bildung von großer Bedeutung. Das Da'wa-Verständnis der Salafiyya beinhaltete alle Maßnahmen, die zu einer „islamischeren Gesellschaft“ führen sollten. Neben der Verbreitung des Islams allgemein bestand hierin auch eine Vorbildfunktion durch islamgemäßen Lebenswandel sowie die Tilgung von Korruption und Atheismus aus dem öffentlichen wie privaten Leben.
Bei den koranischen Regelungen wurde – zurückgehend auf Ibn Taimīya – unterschieden zwischen veränderlichen und unveränderlichen. Die letztgenannten sind „ewige“ Regulierungen der Verehrung Gottes und der religiösen Rituale, die in Koran und authentischen Hadithen festgeschrieben sind (arab. ‘Ibadat). Jegliche Veränderung dieser Vorschriften ist eine unerlaubte Neuerung (arab. Bid'a). Hingegen beziehen sich die veränderlichen Regulierungen auf diesseitige gesellschaftliche Fragen (arab. Mu’amalat). Mit dem Wandel der Zeiten sollten für die sozialen Beziehungen Antworten gefunden werden, die der Moderne angemessen sind. Durch ein unorthodoxes Prinzip der Rechtsfindung, das von Ibn Taimīya entwickelt worden war, sollte das Allgemeinwohl (arab. maslaha) beachtet werden und von den Männern mit Befehlsgewalt (arab. ulu-l-amr) in der Gesetzgebung berücksichtigt werden.

### Politische Visionen
In politischer Hinsicht waren die meisten Salafiyya-Anhänger prinzipiell antikolonialistisch. Nur die indischen Modernisten strebten eine engere Bindung an die Briten an, doch wussten auch ihre nahöstlichen Gleichgesinnten um die Freiheiten unter der britischen Herrschaft in Ägypten im Gegensatz zur osmanischen „Despotie“ (al-Kawakibi). Im Widerspruch zum untergehenden Osmanischen Reich sowie zum aufkommenden Nationalismus der Jungtürken verstanden sich Teile der Salafiyya als betont arabische Bewegung. Der panislamische Gedanke war demnach eng mit einem arabischen Nationalismus verknüpft. In diesem Zusammenhang und auch angesichts des Imperialismus der westlichen Mächte war die Förderung der arabischen Sprache ein Anliegen der Salafiyya.
Alternativen zur Fremdherrschaft sollten Herrschaftsformen mit islamischer Begründung sein; einerseits befürwortete man das Wiederaufleben eines arabischen Kalifats nach der Abschaffung des osmanischen Kalifats im Gefolge der Gründung der modernen Türkei. Andererseits wurden klassische Konzepte wie Beratschlagung und Konsens herangezogen, um eine Art islamische Demokratie zu propagieren – und um den vermeintlich koranischen Ursprung dieser Regierungsform zu belegen. Dies zeigt, dass der Rückgriff auf die Quellen des Islams nicht zu einer reaktionären Bewegung führte, sondern eher nach Übereinstimmungen mit der modernen Zeit gesucht wurde. Al-Kawakibi wollte demokratische Elemente sogar mit dem Kalifat kombinieren.
Insgesamt übten Vertreter der Salafiyya Widerstand gegen die osmanische Herrschaft und den Kolonialismus und strebten tiefgreifende Veränderungen bei den etablierten Rechtsgelehrten sowie dem Volksislam an. Dies resultierte im Misstrauen oder gar in Verfolgung der anderen Seite, so dass sich die Ideen der Salafiyya aufgrund ihrer schmalen sozialen Basis nicht durchsetzen konnten. Zwar wurde Abduh Großmufti von Ägypten und hatte in dieser Position große Einflussmöglichkeiten, doch traf er auch hier auf Widerstand.

### Einflüsse auf Islamismus und Nationalismus
Die Denker der modernen Salafiyya bereiteten den Nährboden für den Islamismus als politische Ideologie wie auch für einen säkularen Liberalismus, wobei beide sich als legitime Erben zu präsentieren versuchten. Während die Modernisten zumeist eine religiöse Ausbildung durchlaufen hatten, entstammten die Aktivisten des Islamismus nicht den Ulama. Hierbei ist besonders der Gründer der Muslimbruderschaft, Hasan al-Banna, zu nennen, der als Volksschullehrer den Bildungsgedanken der Salafiyya in seine Agenda übernahm. Mit dem Aufkommen des aktivistischen, politischen Islam verschwand die Salafiyya als intellektuelle Geisteshaltung. Mehr noch als der Bildungsgedanke gelangte nun die Moral als Basis der Gesellschaft ins Zentrum. Bereits Raschid Rida hatte eine Entwicklung durchgemacht, die von den erneuernden Gedanken zu konservativen Standpunkten überging, und hatte sich den saudi-arabischen Wahhabiten angenähert. Diese Entwicklung entstand auch aus Furcht vor dem aufkeimenden liberalen Säkularismus, dem die Salafiyya mit einer Radikalisierung begegnete, die sich im alltäglichen Lebenswandel niederschlug. Damit einher ging eine Einbuße an erneuerndem Elan in der gesamten Strömung, die nun ironischerweise selbst traditionell wirkte und den Muslimbrüdern als moderner Massenbewegung das Feld überließ.
Einige Anliegen der Salafiyya wurden auch von säkularen Intellektuellen aufgenommen, wie etwa der Nationalismus. Insofern war die Salafiyya die Wegbereiterin für zwei gegensätzliche Strömungen, die nicht ihrer Idee der Vermittlung zwischen Erbe und Moderne entsprachen. In den 1950er und 60er Jahren führte die Tatsache, dass die Salafiyya nicht mehr Motor der gesellschaftlichen Erneuerung war, sondern nun im Zuge der Unabhängigkeitsbestrebungen nationalistische und sozialistische Strömungen politisch an Einfluss gewannen, zu revolutionären Umstürzen in einigen arabischen Staaten. Dass jene es eine Zeit lang verstanden, in ihren Diskursen die gesellschaftliche Erneuerung für sich zu reklamieren, führte zunehmend zur Marginalisierung der Salafiyya.

## Neofundamentalismus – zeitgenössische Salafiyya

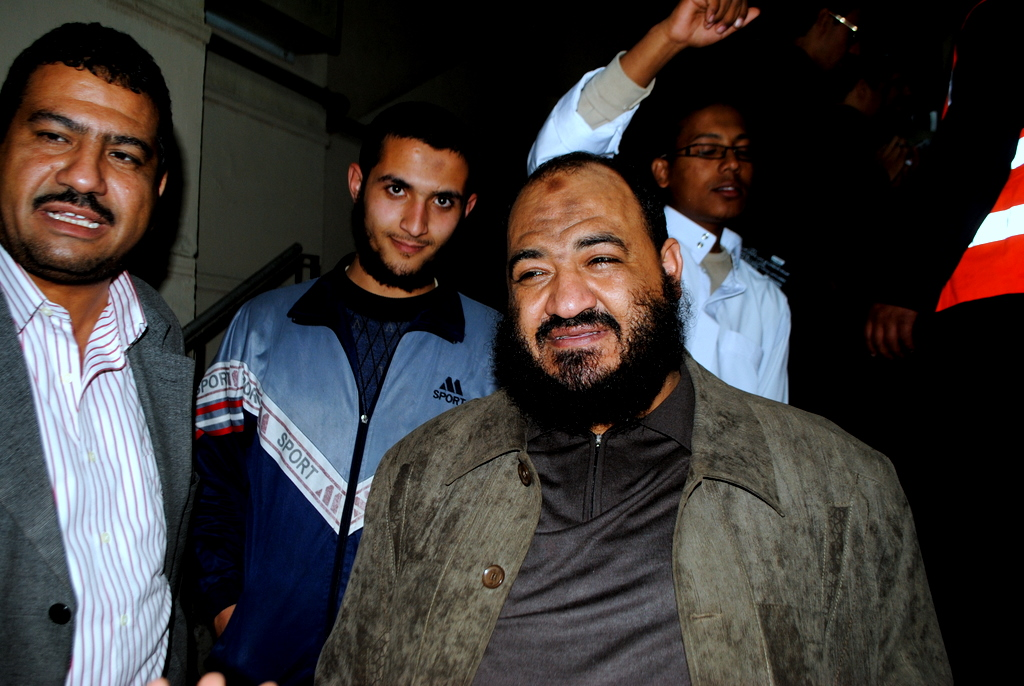
Der Führer der ägyptischen Salafistengruppe al-Da'wa, Abdel Moneim El Schahat auf dem Tahrir-Platz. Als Kennzeichen dient Salafisten oft der ungeschorene lange Bart, der als Sunna gilt.

Die Enttäuschungen über die nationalistischen und sozialistischen Bewegungen in islamischen Ländern, insbesondere nach dem Sechstagekrieg gegen Israel 1967, und die Islamische Revolution im Iran 1979 verliehen religiösen muslimischen Strömungen in den arabischen Staaten einen enormen Auftrieb, im Zuge dessen sich auch eine Salafiyya-Bewegung wieder neu formierte.
Die damit emporgekommene heutige Salafiyya-Bewegung hat sich jedoch von der modernen Schule weit entfernt. Für die Einstellung der neuen Formation verwendet Olivier Roy den präziser definierten Begriff Neofundamentalismus, der sehr heterogene Gruppen umfasst. Er ist zweigeteilt in einen konservativen Teil sowie einen dschihadistischen Flügel.
- Der erste geht zurück auf die vormoderne Salafiyya wahhabitischer Prägung und hat sein geistiges Zentrum heute dementsprechend in Saudi-Arabien.
- Der dschihadistische Salafismus ist militant.

Während die moderne Salafiyya durch Rückbesinnung auf ursprüngliche Werte den Muslimen die verlorengegangene zivilisatorische Vorreiterrolle wieder verschaffen will, möchte der islamistische Neofundamentalismus die religiöse Zeituhr zurückdrehen und betrachtet die heutige Welt insgesamt als feindlich. Insofern steht er der Salafiyya der Jahrhundertwende diametral entgegen. Er gilt als die am schnellsten wachsende radikale Strömung des Islams. Es handelt sich um eine entterritorialisierte Bewegung, die losgelöst von jeder kulturellen „Verunreinigung“ die „wahre“ Religion praktizieren möchte.
Andererseits sieht der Islamwissenschaftler Rüdiger Lohlker kleine salafistische Gruppen und Einzelpersonen, die Salafismus anders denken.
So etwa in Ägypten die Salafyo Costa, die sich in den Cafés dieses Namens treffen und „es ernst meinen mit Gott, der Schari'a und ihrem Kaffee“. Sie wollen selbst als Salafis leben jedoch tolerant und auch mit Nichtmuslimen zum Wohl Ägyptens zusammenarbeiten.

In Saudi-Arabien gebe es ebenfalls eine kleine Strömung von Salafis, die Hisba als Instrument der Zivilgesellschaft zur Wahrung individueller und kollektiver Rechte betrachten.
Der amerikanische Konvertit Michael Muhammad Knight wiederum schreibt, dass ihm die Salafisten nicht radikal genug seien. Man könne nicht wirklich wissen, wie der Prophet und seine Gefährten lebten; jeder Gläubige könne nur für sich selbst so leben, wie er es für richtig hält, und niemand die Herrschaft über die Überlieferung beanspruchen.

## Verbindung zum Terrorismus
Alle Terroristen des 11. September 2001, des schwersten Terroranschlages der US-Geschichte, gehörten der salafistischen Strömung an. In Deutschland folgt eine Minderheit der Salafisten einer gewaltbereiten dschihadistischen Ideologie, die laut deutschem Verfassungsschutz mit der freiheitlichen demokratischen Grundordnung unvereinbar ist. In seiner Analyse kommt der Verfassungsschutz zum Schluss, dass „das von Salafisten verbreitete Gedankengut den Nährboden für eine islamistische Radikalisierung … bildet“, und dass „fast alle in Deutschland bisher identifizierten terroristischen Netzwerkstrukturen und Einzelpersonen salafistisch geprägt bzw. sich im salafistischen Milieu entwickelt haben“.

## Salafismus heute weltweit

### Deutschland
Laut dem Bundesamt für Verfassungsschutz (BfV) sind die ideologischen Grundsätze des Salafismus unvereinbar mit den Prinzipien des Grundgesetzes, „insbesondere der Demokratie, des Rechtsstaats und einer auf der Menschenwürde basierenden politischen Ordnung“. Laut dem BfV hatten fast alle identifizierten terroristischen Netzwerke und Einzelpersonen einen salafistischen Hintergrund. Nach seinen Angaben gab es 2011 rund 4000 Salafisten in Deutschland, und im Dezember 2017 war deren Zahl auf 10.800 gestiegen. Nach dem Stand vom Dezember 2019 ist das Personenpotenzial der Salafisten in Deutschland weiter auf 12.150 gestiegen.

### Andere Länder

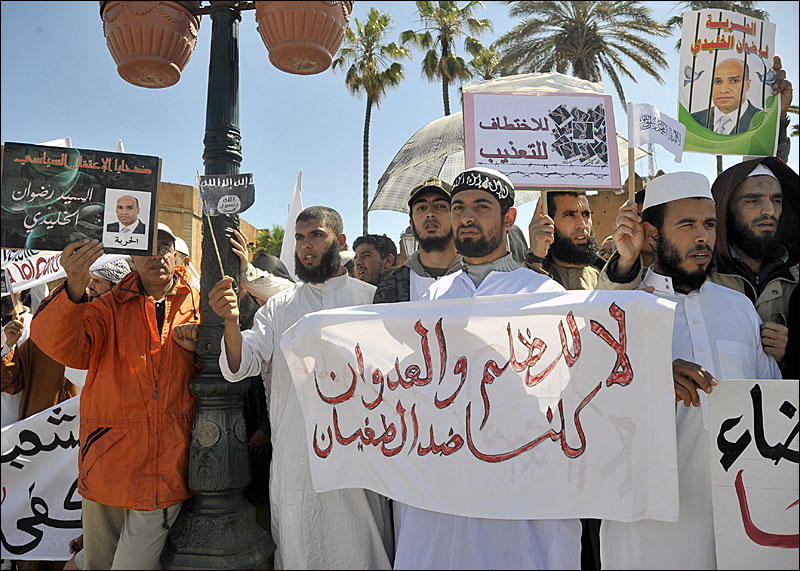
Marokkanische Dschihadisten und Salafisten beim Protest von 2011 gegen den Staat

International zählen Wiktorowicz und Roy sehr unterschiedliche Organisationen auf, die der heutigen Salafiyya-Bewegung zuzuordnen sind:
- USA: Qur’an and Sunna Society, Islamic Association of North America, Salafiyya Society, Preservation of the Qur’an, Society for Adherence to the Sunna
- In Großbritannien: Dachorganisation Jami’iat Ihyaa’ Minhaaj al-Sunnah, Mohammed Sourour Center, Ahl al-Sunnah wal Jama’at
- Kuwait: Revitalization of Heritage Society
- Ägypten: Durch die Revolutionsbewegungen haben die Salafisten insbesondere in Ägypten an Einfluss gewonnen. Bei den Parlamentswahlen in Ägypten 2011/2012 trat mit der Partei des Lichts erstmals eine salafistische Partei bei demokratischen Wahlen an. Sie stellt die zweitgrößte Fraktion im Parlament. Auch die Ansar al-Sunna Gesellschaft versucht, Einfluss auf die Bevölkerung auszuüben.
- Afghanistan: Al-Qaida
- Pakistan: Ahl-i Hadīth, Jaish-e Muhammad, Sipah-e Sahaba
- Algerien: In Algerien kämpfen die islamistischen bewaffneten Gruppen al-Qaida im Maghreb (vormalig: Salafisten-Gruppe für Predigt und Kampf) und Groupe Islamique Armé für einen islamischen Staat und liefern sich in der westlichen Sahara Gefechte mit Regierungstruppen.[65]
- Libyen: In Libyen kämpft seit 1995 die Libysche Islamische Kampfgruppe für einen islamischen Staat in salafistischer Tradition und kooperiert dafür mit al-Qaida im Irak und Afghanistan.[66]
- Libanon: Im Libanon erhält die salafistische Bewegung besonders durch die von Schakir al-Absi im palästinensischen Flüchtlingslager Nahr al-Bared 2006 gegründeten Untergrundorganisation Fatah al-Islam Zulauf unter arbeitslosen Jugendlichen.[67]
- Syrien/Irak: Islamischer Staat (IS) ist eine dschihadistisch-salafistische Terrororganisation, deren Ziel die gewaltsame Errichtung eines Kalifats ist, welches Syrien und den Irak, aber auch den Libanon, Israel und Jordanien umfasst.[68]

## Bekannte Vertreter in den letzten Jahrzehnten
- Mufti Abd al-Aziz bin Abdullah Al asch-Schaich
- Abd al-Aziz ibn Baz
- Muhammad Ibn Uthaymin
- Muhammad Nasiruddin al-Albani
- Abdul Adhim Kamouss[69][70]